# Hour of Power
Hour of Power is een Amerikaans religieus televisieprogramma. Het bestaat uit een kerkdienst die wordt voorgegaan door Bobby Schuller en beoogt het evangelie van Jezus Christus op een toegankelijke en moderne manier te verkondigen. In de diensten spreken verschillende voorgangers, naast Bobby Schuller, Willie Jolley, Lee Strobel, Nick Vujicic, John Maxwell en anderen.

## Geschiedenis

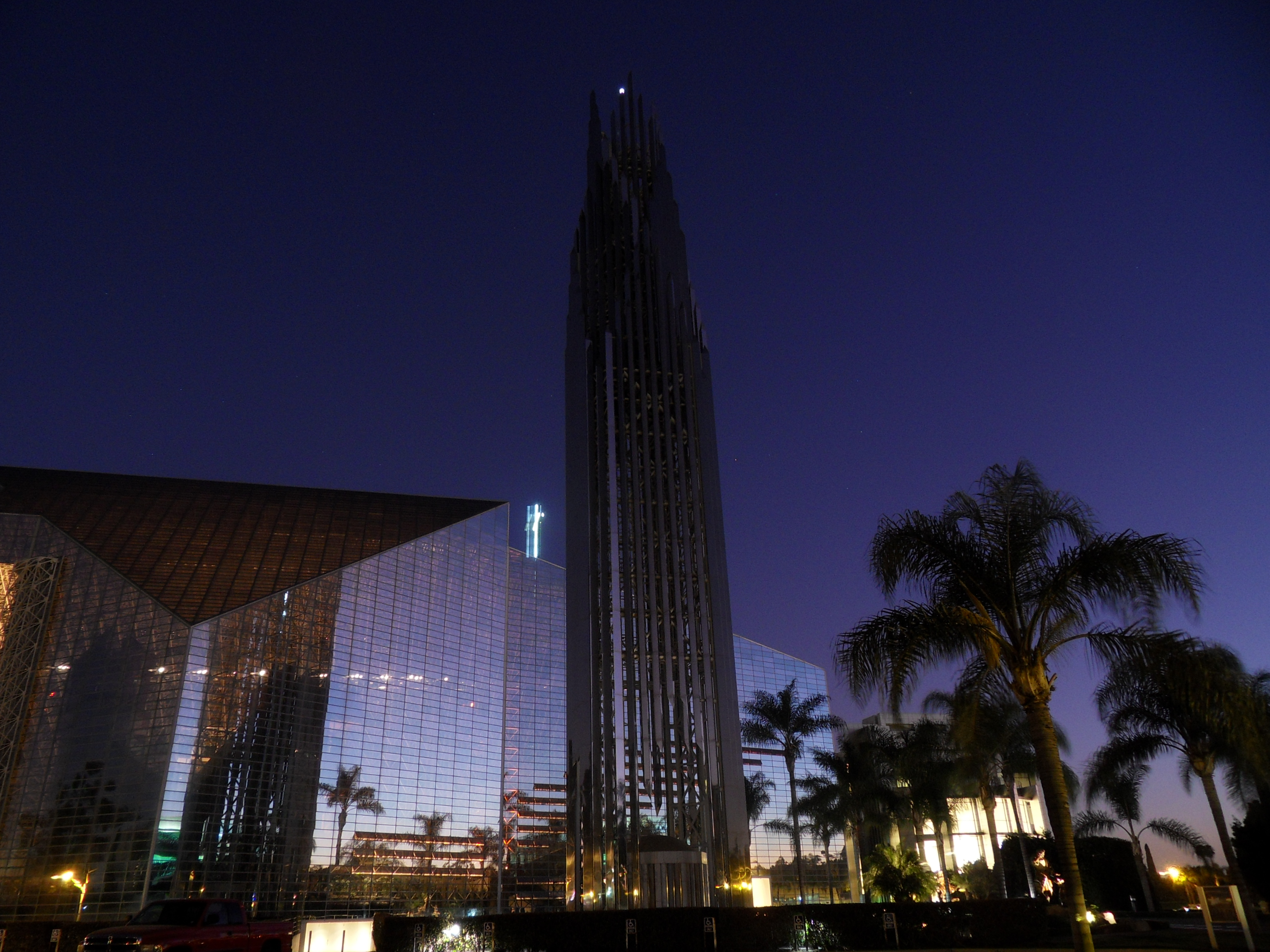
De Crystal Cathedral 's avonds.

### Verenigde Staten
Predikant Robert H. Schuller begon In 1955 een nieuwe kerk in Orange County (Californië). Na een aantal jaren kerkgroei was de Garden Grove Community Church, zoals ze toen heette, in staat een eigen kerkgebouw te laten bouwen. Het was een prestigieus project; een drive-in-walk-inkerk waar de bezoekers zowel in hun auto op de parkeerplaats als binnen in het gebouw de kerkdienst konden meemaken. Dr. Schuller ontving heftige kritiek, maar desondanks bleven de bezoekersaantallen sterk groeien.
Zich bewust van Schullers snelgroeiende gemeente, adviseerde de bevriende dominee Billy Graham in 1969 Schuller een televisieprogramma te beginnen om wekelijks de diensten uit te zenden. “Noem het Hour of Power”, zei Graham, “Je kunt er tienduizenden, misschien wel miljoenen mensen mee bereiken, die nog nooit een stap in de kerk hebben gezet.” Op 18 februari 1970 om 10 uur ’s ochtends lanceerde Schuller het programma Hour of Power op Channel 5 KTLA, een zender die alleen in Los Angeles uitzond. Zijn vrouw had hierbij de rol van verantwoordelijke producer – een opvallende stap voor een vrouw in die tijd. Binnen een jaar breidde Hour of Power zich uit naar televisiezenders in Philadelphia, Chicago en Seattle en niet veel later was Hour of Power de eerste wekelijkse televisiekerkdienst die te zien was in New York.
Midden jaren 70 bereikte Hour of Power alle huishoudens in de Verenigde Staten. In diezelfde periode werden de plannen gemaakt voor de ontwikkeling van het nieuwe kerkgebouw - de Crystal Cathedral. De kerk werd zo gebouwd zodat het gemakkelijk als televisiestudio ingericht kon worden. In 2013 kwam de Crystal Cathedral in financiële problemen. De gemeente verliet de kerk en de nieuwe naam van de gemeente werd Shepherds Grove. Op dit moment wordt Hour of Power op meer dan 160 televisiezenders over de hele wereld uitgezonden. Elke week is Hour of Power te zien in onder andere Australië, Canada, China, Duitsland, Groot-Brittannië, Hongkong, Nieuw-Zeeland, Verenigde Staten, Zuid-Afrika en Zwitserland.

### Nederland
Hour of Power was voor het eerst te zien op de Nederlandstalige tv-zender Euro7, die eigendom was van dominee Schuller. Tegenwoordig is Hour of Power elke zondagochtend te zien op RTL 5. Jan van den Bosch, voormalig presentator bij de Evangelische Omroep en vicevoorzitter van Hour of Power, presenteert in Nederland de uitzendingen van Hour of Power.
Op zondag 4 april 1999 (Eerste Paasdag) was de eerste uitzending van Hour of Power op RTL 5 te zien. Aanvankelijk keken er 45.000 kijkers naar Hour of Power, met hier en daar een uitschieter naar 85.000 kijkers. Maar met de jaren dat Hour of Power op de Nederlandse televisie werd uitgezonden, groeiden ook de kijkcijfers. Op het hoogtepunt stemden er 200.000 mensen op af. Daarnaast zijn de uitzendingen van Hour of Power ook iedere zondag op CNBC Europe en Family7 te zien.

## Format
De diensten van Hour of Power hebben een aantal vaste elementen. Elke week houdt Bobby Schuller of een andere inspirerende spreker een toespraak. Ook wordt er iedere dienst uit de Bijbel gelezen. Tijdens de dienst is er veel aandacht voor muziek. En elke week is er een interview met een (bekende) gast. De diensten worden voorzien van een Nederlandse inleiding en slotwoord door presentator Jan van den Bosch, die halverwege de uitzending met een Nederlandse gast praat over zijn of haar geloof.